# Форд, Кевин Энтони
Ке́вин Э́нтони Форд (англ. Kevin Anthony Ford; род. 1960) — астронавт НАСА. Совершил два космических полёта: на шаттле STS-128 (2009, «Дискавери») и на Союз ТМА-06М (2012), полковник ВВС США, с 20.12.2012 по март 2013 находился на МКС.

## Личные данные и образование

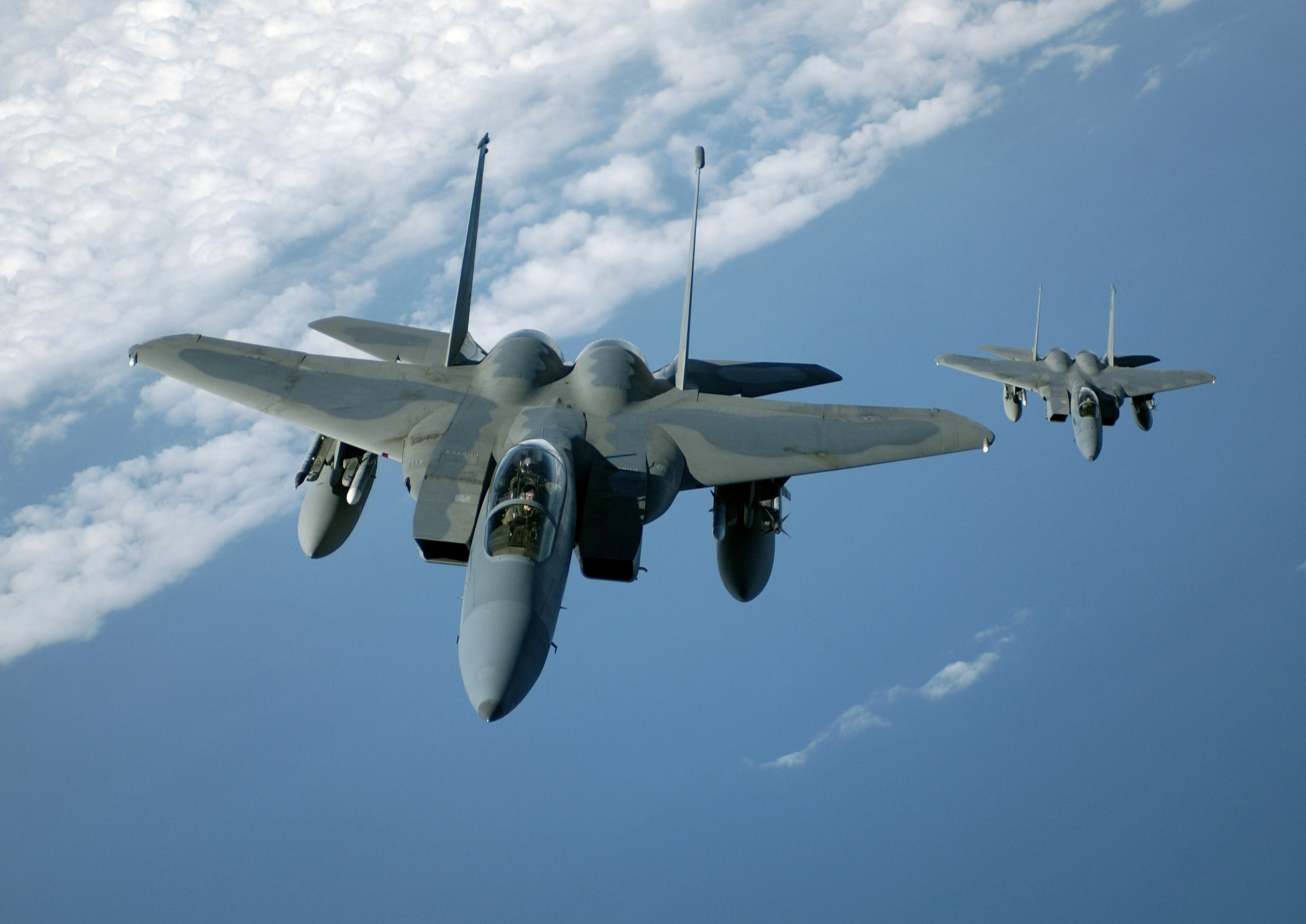
Самолёт F-15 в полёте.

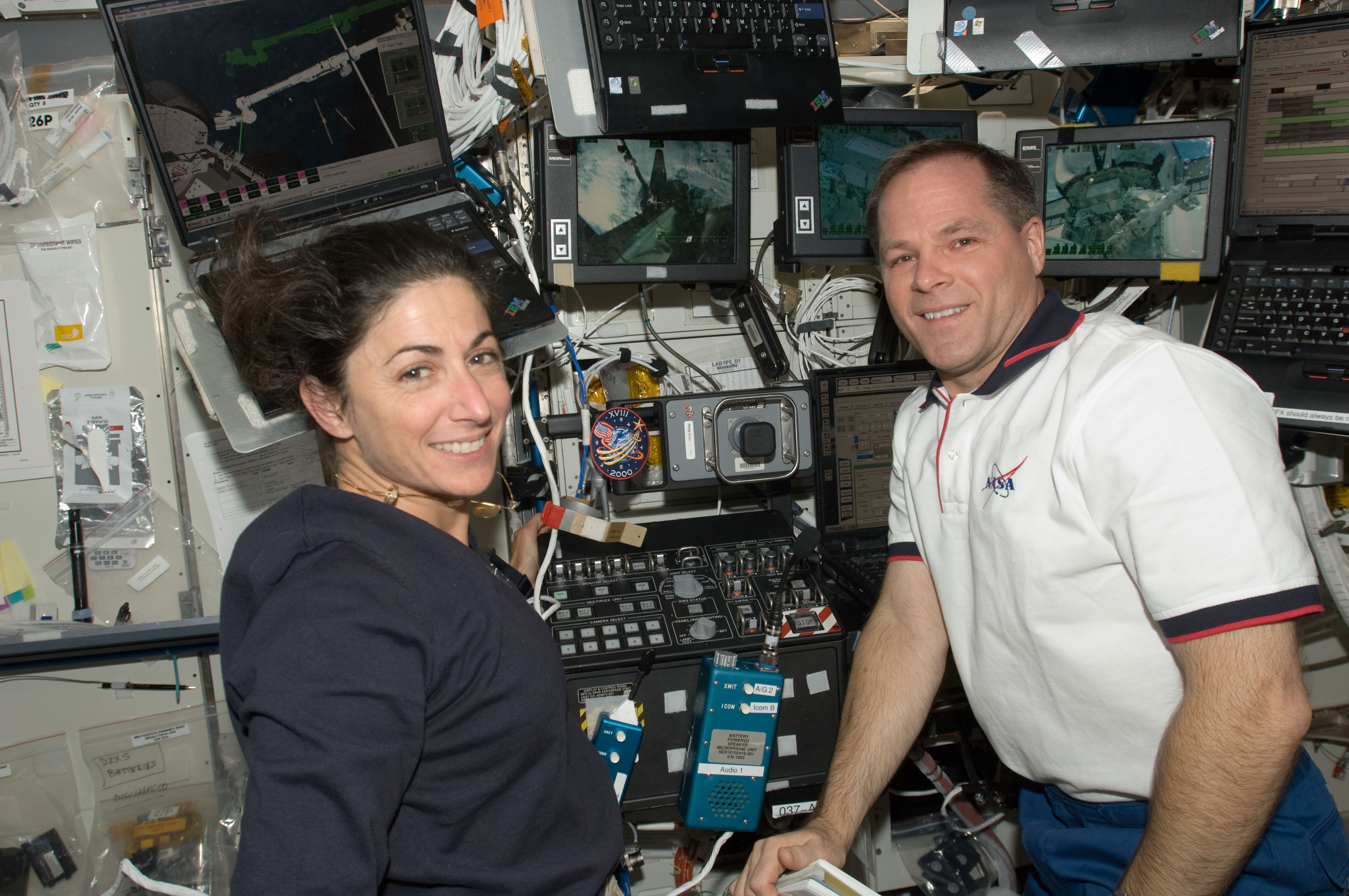
Форд на борту STS-128.

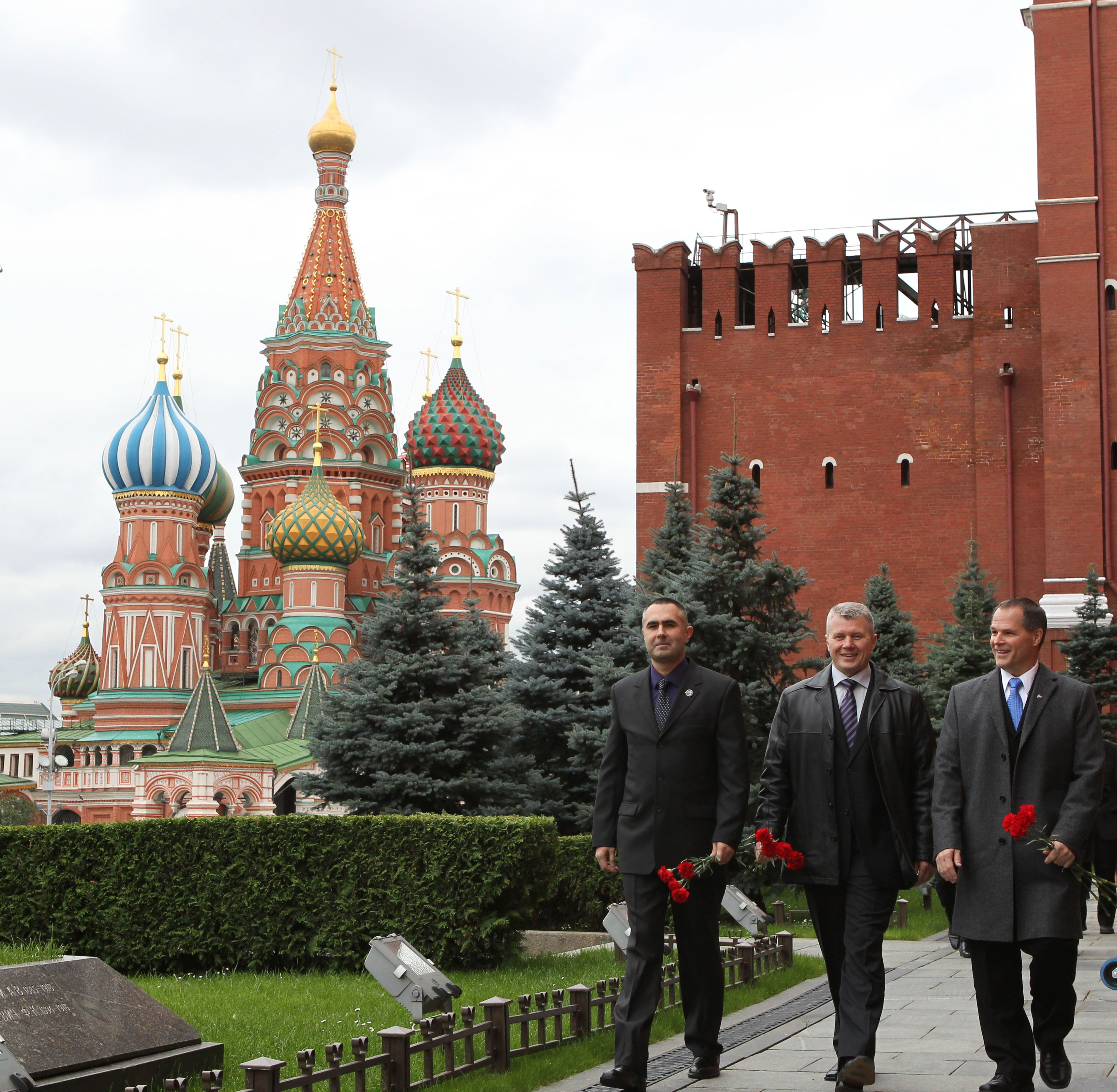
Экипаж Союз ТМА-06М перед стартом. Форд крайний справа.

Кевин Форд родился 7 июля 1960 года в городе Портленд, штат Индиана, но своим родным считает город Монпелье, в том же штате. В 1978 году окончил среднюю школу в городе Хартфорд, в штате Индиана. В 1982 году получил степень бакалавра (с отличием), в области космической техники в Университете Нотр-Дам, в городе Саут-Бенд. В 1989 году получил степень магистра, в области международных отношений в Университете Трой, Нью-Йорк. В 1994 году получил степень магистра в области аэрокосмической техники в Флоридском университете, в городе Гейнсвилл. В 1997 году получил степень Ph. D. в области астронавтики в Технологическом институте ВВС.
Женат на Келли Беннетт, у них двое детей, Энтони и Хайди. Его отец, Клейтон Форд, проживает в штате Индиана.. Увлечения: гольф, бег, чтение и музыка.

## До НАСА
В 1982 году Форд пришёл в ВВС и в 1984 году окончил офицерскую начальную лётную Школу на авиабазе Коламбус, штат Миссисипи. В 1984—1987 годах он летал на самолётах F-15 Eagle на авиабазе Битбург, в Германии. Затем, до 1989 года — как истребитель-перехватчик на авиабазе «Кеблавик», в Исландии. В 1990 году в поступил в Школу ВВС лётчиков-испытателей, на авиабазе «Эдвардс», в Калифорнии. Был распределён на базу «Эглин», штат Флорида, где с 1991 по 1994 год занимался лётными испытаниями самолётов F-16 и стендовыми испытаниями ракет «воздух-воздух». После этого трехлетнего назначения, продолжил очное обучение в Военной авиационной школе лётчиков на авиабазе Райт-Паттерсон, штат Огайо, летал и совершенствовал методики лётных испытаний F-15, F-16 и планёров. Имеет более 4 000 часов налёта, а также коммерческий сертификат FAA как лётчик-инструктор самолётов, вертолётов и планёров..

## Подготовка к космическим полётам
26 июля 2000 года был зачислен в отряд НАСА в составе восемнадцатого набора, кандидатом в астронавты. Стал проходить обучение по курсу Общекосмической подготовки (ОКП). По окончании курса, в 2001 году получил квалификацию «специалист полёта» и назначение в Офис астронавтов НАСА. Был направлен в Центр космических исследований имени Джонсона, в Хьюстоне, штат Техас, работал оператором связи.

## Полёты в космос
- Первый полёт — STS-128[3], шаттл «Дискавери». C 29 августа по 12 сентября 2009 года в качестве «специалист полёта». Цель полёта: доставка научного оборудования, материалов и запасных частей для продолжения жизнедеятельности Международной космической станции. Замена одного члена долговременного экипажа МКС. Доставка научного оборудования в транспортном модуле «Леонардо». Модуль «Леонардо» совершил шестой полёт к МКС. Во время выходов в открытый космос совершена замена экспериментальных образцов, которые экспонировались на внешней поверхности европейского исследовательского модуля «Коламбус». Во время выходов в открытый космос астронавты заменили бак с аммиаком, который расположен на сегменте Р1 ферменной конструкции МКС. Аммиак используется на станции в качестве охлаждающей жидкости. Масса бака аммиака составляет около 800 кг (1800 фунтов). В модуле «Леонардо» расположены две стойки с научными приборами. В одной стойке размещены приборы, предназначенные для изучения физики жидкостей. В модуле «Леонардо» размещены также: холодильник, предназначенный для хранения экспериментальных материалов, и спальное место для экипажа МКС. До этого времени на станции имелось четыре спальных места: два в российском модуле «Звезда» и два в американском модуле «Гармония». Спальное место, доставленное на «Дискавери», временно размещено в японском модуле «Кибо». На шаттле доставлено более 700 кг (1600 фунтов) полезных грузов для обеспечения жизнедеятельности экипажа МКС. Кроме того, на станцию доставят около 2,8 тонн (6190 фунтов) запасных частей и оборудования, а также 2,7 тонн (6050 фунтов) расходуемых материалов. На станцию доставлены запасные части для системы регенерации воздуха в американском модуле «Дестини». Продолжительность полёта составила 13 суток 20 часов 54 минуты[4].

- Второй полёт — космический корабль Союз ТМА-06М[5]. Старт состоялся 23 октября 2012 года, После стыковки 25 октября со станцией Кевин Форд начал свою работу в качестве бортинженера долговременной экспедиции МКС-33, а затем, после отбытия корабля «Союз ТМА-05М», Кевин стал командиром экспедиции МКС-34[6][7]. 31.10.2012 к МКС пристыковался транспортный грузовой корабль Прогресс М-17М, экипаж приступил к разгрузке 2 300 кг доставленных грузов.[8]. Вернулся на Землю 16 марта 2013 года. Продолжительность полёта составила 143 дня 16 часов 15 минут.

Общая продолжительность полётов в космос 157 дня 13 часов 8 минут.

## После полётов
Форд ушёл из ВВС в июне 2008 года в звании полковника.

## Награды и премии
Награждён: Медаль «За космический полёт» (2009), Медаль похвальной службы (США), Медаль похвальной службы (США), Экспедиционная Медаль и многие другие.